# Russell Boyd
Pour les articles homonymes, voir Boyd.
Russell Boyd, A.S.C., A.C.S. (en), né le 21 avril 1944 à Geelong (Victoria), est un directeur de la photographie et réalisateur australien.

## Biographie
Au cinéma, après une série de courts métrages documentaires de 1966 à 1974, le premier film (semi-documentaire) de Russell Boyd comme chef opérateur est The Love Epidemic de Brian Trenchard-Smith, sorti en 1975. À ce jour, on lui doit une soixantaine de films, australiens, américains et coproductions confondus. Le dernier sorti est Les Chemins de la liberté (2010, avec Jim Sturgess et Ed Harris) de son compatriote Peter Weir, l'un des réalisateurs avec lesquels il travaille le plus souvent : citons également Pique-nique à Hanging Rock en 1975 (avec Rachel Roberts et Helen Morse ; leur première collaboration) ou Master and Commander : De l'autre côté du monde (2003, avec Russell Crowe et Paul Bettany).
Parmi les autres réalisateurs qu'il assiste, mentionnons Gillian Armstrong (ex. : Mrs. Soffel en 1984, avec Diane Keaton et Mel Gibson), Norman Jewison (ex. : Un héros comme tant d'autres en 1989, avec Bruce Willis et Emily Lloyd), ou encore Ron Shelton (ex. : Les blancs ne savent pas sauter en 1992, avec Wesley Snipes et Woody Harrelson).
À la télévision, Russell Boyd est directeur de la photographie sur sept téléfilms, de 1972 à 1979. Son dernier à ce jour est New South Wales Images, documentaire dont il est aussi le réalisateur. De plus, il contribue à une série en 1972 et à deux feuilletons, en 1981 et 1986.
Pique-nique à Hanging Rock lui permet de gagner en 1977 le British Academy Film Award de la meilleure photographie. Il obtient une autre nomination en 2004 pour Master and Commander : De l'autre côté du monde et, pour ce dernier film, gagne la même année l'Oscar de la meilleure photographie.

## Filmographie partielle
Comme directeur de la photographie, sauf mention contraire ou complémentaire

### Au cinéma
- 1975 : The Love Epidemic de Brian Trenchard-Smith
- 1975 : L'Homme de Hong Kong (The Man from Hong Kong) de Brian Trenchard-Smith et Jimmy Wang Yu
- 1975 : Pique-nique à Hanging Rock (Picnic at Hanging Rock) de Peter Weir
- 1976 : Summer of Secrets de Jim Sharman
- 1977 : Backroads de Phillip Noyce
- 1977 : La Dernière Vague (The Last Wave) de Peter Weir
- 1977 : The Singer and the Dancer de Gillian Armstrong
- 1979 : Bali : Island of the Gods de Phillip Noyce (documentaire)
- 1979 : Dawn ! de Ken Hannam
- 1980 : Réaction en chaîne (The Chain Reaction) de Ian Barry
- 1981 : Gallipoli de Peter Weir
- 1982 : Starstruck de Gillian Armstrong
- 1982 : L'Année de tous les dangers (The Year of Living Dangerously) de Peter Weir
- 1983 : Tendre Bonheur (Tender Mercies) de Bruce Beresford
- 1983 : Phar Lap de Simon Wincer
- 1984 : A Soldier's Story de Norman Jewison
- 1984 : Mrs. Soffel de Gillian Armstrong
- 1985 : Burke & Wills de Graeme Clifford
- 1986 : Crocodile Dundee ( 'Crocodile' Dundee) de Peter Faiman
- 1987 : High Tide de Gillian Armstrong
- 1988 : Crocodile Dundee 2 ( 'Crocodile' Dundee II) de John Cornell
- 1989 : Un héros comme tant d'autres (In Country) de Norman Jewison
- 1991 : Sweet Talker de Michael Jenkins
- 1992 : Les blancs ne savent pas sauter (White Men can't jump) de Ron Shelton
- 1993 : Forever Young de Steve Miner
- 1994 : Cobb de Ron Shelton
- 1995 : Opération Dumbo  (Operation Dumbo Drop) de Simon Wincer
- 1996 : Tin Cup de Ron Shelton
- 1997 : Menteur, menteur (Liar Liar) de Tom Shadyac
- 1997 : Oscar et Lucinda (Oscar and Lucinda) de Gillian Armstrong (prises de vues additionnelles)
- 1998 : Docteur Dolittle (Doctor Dolittle) de Betty Thomas
- 2001 : American Outlaws de Les Mayfield
- 2003 : Master and Commander : De l'autre côté du monde (Master and Commander : The Far Side of the World) de Peter Weir
- 2005 : Furtif (Stealth) de Rob Cohen (seconde équipe)
- 2007 : Ghost Rider de Mark Steven Johnson
- 2010 : Les Chemins de la liberté (The Way Back) de Peter Weir

### À la télévision
- 1972 : The Marty Feldman Show, téléfilm de Brian Trenchard-Smith
- 1972 : The Spoiler, série, saison unique
- 1979 : New South Wales Images, documentaire (+ réalisateur)
- 1981 : A Town Like Alice, feuilleton
- 1986 : The Challenge, feuilleton

## Nominations et récompenses (sélection)
- Oscar de la meilleure photographie en 2004, pour Master and Commander : De l'autre côté du monde (récompense).
- British Academy Film Award de la meilleure photographie :
  - En 1977, pour Pique-nique à Hanging Rock (récompense) ;
  - Et en 2004, pour Master and Commander : De l'autre côté du monde (nomination).